# أولمبياد الشطرنج
أولمبياد الشطرنج هو سلسلة مباريات تقام كل سنتين. وينظّم هذا الحدث الاتحاد الدولي للشطرنج ويختار الدولة المضيفة.
استخدام اسم «أولمبياد الشطرنج» من قبل اتحاد الدولي للشطرنج لهذه المباريات الجماعية أمر ذو أصول تاريخية ولا علاقة لها بالألعاب الأولمبية.

## نشأة الأولمبياد
عقد أول أولمبياد شطرنج بشكل غير رسمي في باريس، بالتزامن مع دورة الألعاب الأولمبية لعام 1924 التي كانت تقام في نفس المدينة، جرت محاولة لإدراج الشطرنج في الألعاب الأولمبية، لكنها فشلت بسبب عدم وضوح طريقة التمييز بين اللاعبين الهواة والمحترفين. تأسس الاتحاد الدولي للشطرنج في يوم الأحد 20 يوليو 1924 ، وهو اليوم الختامي لأولمبياد الشطرنج غير الرسمي الأول.
نظم الاتحاد الدولي للشطرنج أول أولمبياد رسمي في عام 1927 في لندن. وكانت أولمبيات الشطرنج تقام سنويًا وعلى فترات غير منتظمة حتى الحرب العالمية الثانية ؛ ومنذ عام 1950 أصبحت البطولة تقام بانتظام كل عامين.
|  |  |  |
|  |  |  |

## اختبار المنشطات
يجب على الاتحاد الدولي للشطرنج، إجراء اختبارات المنشطات في الاولمبياد، بصفته اتحادًا رياضيًا معترفًا به من قبل اللجنة الأولمبية الدولية.
أجريت الاختبارات للمرة الأولى في عام 2002 وسببت جدلا كبيرا، بسبب الاعتقاد السائد بأن المنشطات لن تكون ذات نفع في لعبة الشطرنج. بالإضافة إلى فشل البحث الذي أجراه اتحاد الشطرنج الهولندي في العثور على مادة تؤدي إلى تحسين أداء الشطرنج، حيث وصلوا إلى نتيجة أن (كل من الأدوية المنشطة عقليًا والمهدئة عقليًا لها الكثير من الآثار السلبية على لاعب الشطرنج).
هناك لاعبون رفضوا تمثيل منتخباتهم في أولمبياد الشطرنج بسبب اختبارات تعاطي المخدرات، مثل ارتور يسيبوف، جان تيمان، وروبرت هوبنر جميع الاختبارات التي أجريت في أولمبياد عام 2002 كانت سلبية، ولكن في أولمبياد الشطرنج التالي عام 2004 ، رفض لاعبان إجراء الاختبارات مما أدى إلى إلغاء نتائجهما.
في أولمبياد الشطرنج الثامن والثلاثين في عام 2008، رفض فاسيلي إيفانتشوك إجراء الاختبار، ولكنه لم يعاقب على ذلك.
في عام 2010 ، صرح مسؤول في الاتحاد الدولي للشطرنج، أن الاختبارات أصبحت تقام بشكل روتيني وفي نوفمبر 2015 ، أعلن رئيس الاتحاد كيرسان إليومينجينوف بأنهم يعملون يساندون الوكالة العالمية لمكافحة المنشطات من أجل مكافحة المنشطات في لعبة الشطرنج.

## نظام البطولة

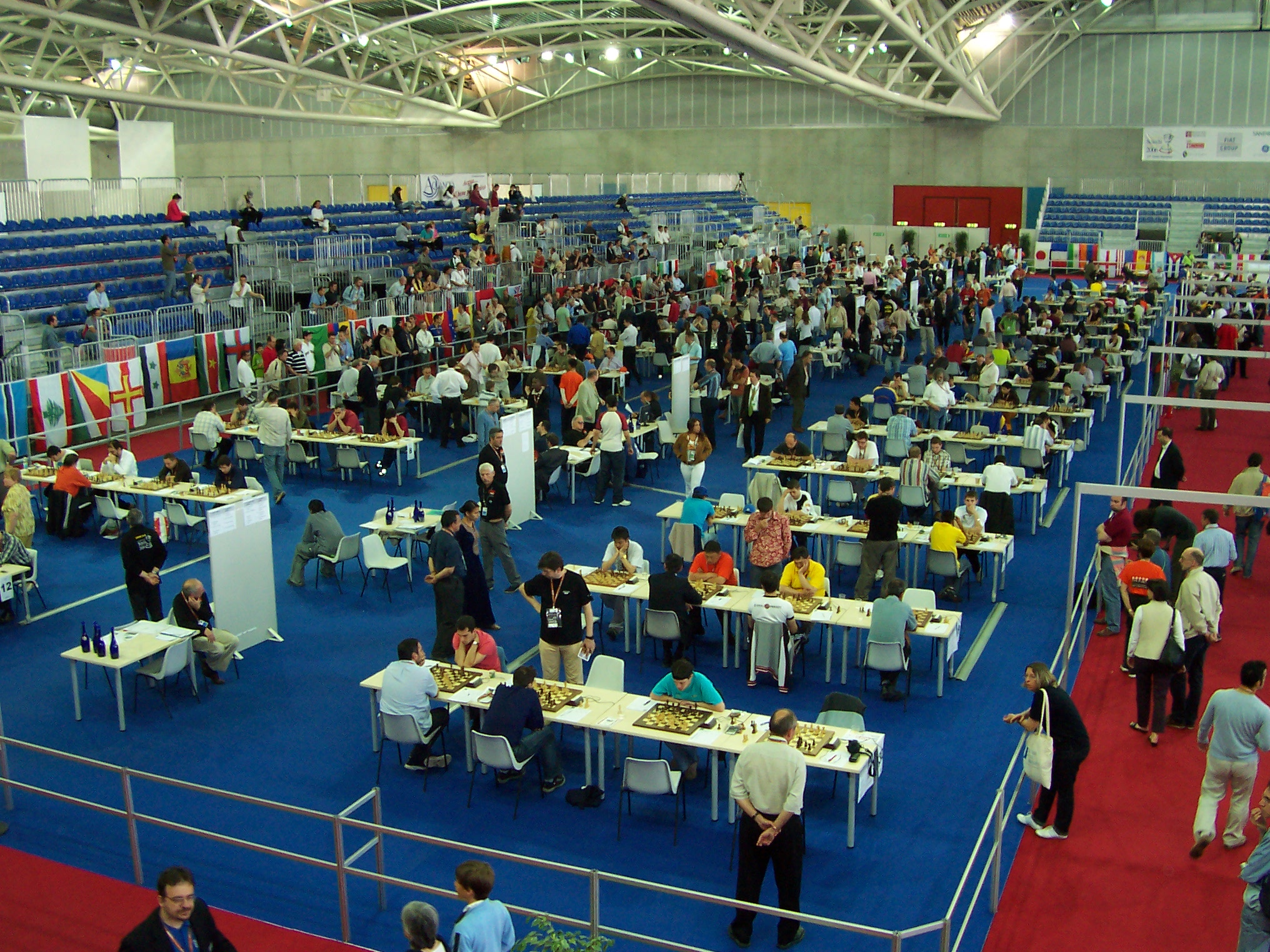
أولمبياد الشطرنج، 2006

يمكن لكل اتحاد شطرنج معترف به من قبل الاتحاد الدولي للشطرنج (FIDE) المشاركة بالمنتخب الخاص به في الأولمبياد، ويتكون كل منتخب من خمسة لاعبين كحد أقصى ،أربعة أساسيون، ولاعب احتياطي واحد. (حتى أولمبياد عام 2006 ، كان يسمح بلاعبي احتياط). 
في النسخ الأولى كان يجب على كل منتخب مواجهة جميع الفرق الأخرى، وكانت البطولة تلعب بطريقة دورة روبن، ولكن وبسبب زيادة عدد المنتخبات المشاركة أصبح تطبيق هذا النظام مستحيلا، لذلك صنفت المنتخبات قبل البطولة، ومنذ أولمبياد 1976 أصبحت البطولة تقام بالنظام السويسري.
يحصل المنتخب الفائز في قسم الرجال علة كأس هاميلتون راسل ، والتي منحت لأول مرة في أولمبياد 1927، ويحتفظ الفريق الفائز بالكأس حتى الأولمبياد التالي ، حيث يسلمه للفائز التالي، كما يمنح فريق السيدات كأس فيرا مينشيك تكريمُا لأول بطلة شطرنج في العالم.

## النتائج
| السنة | رقم النسخة                                                                   | المستضيف                                           | البطل                          | الوصيف                         | الثالث                              |
| ----- | ---------------------------------------------------------------------------- | -------------------------------------------------- | ------------------------------ | ------------------------------ | ----------------------------------- |
| 1924  | أولمبياد الشطرنج غير الرسمي الأول                                            | باريس، فرنسا                                       | تشيكوسلوفاكيا 31               | المجر 30                       | سويسرا 29                           |
| 1926  | أولمبياد الشطرنج غير الرسمي الثاني The Team Tournament (part of FIDE summit) | بودابست، المجر                                     | المجر 9                        | مملكة يوغوسلافيا 8             | رومانيا 5                           |
| 1927  | أولمبياد الشطرنج الدورة الأولى                                               | لندن، المملكة المتحدة                              | المجر 40                       | الدنمارك 38½                   | إنجلترا 36½                         |
| 1928  | أولمبياد الشطرنج الدورة الثانية                                              | لاهاي، هولندا                                      | المجر 44                       | الولايات المتحدة 39½           | بولندا 37                           |
| 1930  | أولمبياد الشطرنج الدورة الثالثة                                              | هامبورغ، ألمانيا                                   | بولندا 48½                     | المجر 47                       | ألمانيا 44½                         |
| 1931  | أولمبياد الشطرنج الدورة الرابعة ‏                                             | براغ، تشيكوسلوفاكيا                                | الولايات المتحدة الأمريكية 48  | بولندا 47                      | تشيكوسلوفاكيا 46½                   |
| 1933  | أولمبياد الشطرنج الدورة الخامسة ‏                                             | فولكستون ‏، المملكة المتحدة                         | الولايات المتحدة الأمريكية 39  | تشيكوسلوفاكيا 37½              | السويد 34                           |
| 1935  | أولمبياد الشطرنج الدورة السادسة ‏                                             | وارسو، بولندا                                      | الولايات المتحدة الأمريكية 54  | السويد 52½                     | بولندا 52                           |
| 1936  | أولمبياد الشطرنج غير الرسمي الثالث non-FIDE unofficial Chess Olympiad        | ميونخ، ألمانيا                                     | المجر 110½                     | بولندا 108                     | ألمانيا النازية 106½                |
| 1937  | أولمبياد الشطرنج الدورة السابعة                                              | ستوكهولم، السويد                                   | الولايات المتحدة الأمريكية 54½ | المجر 48½                      | بولندا 47                           |
| 1939  | أولمبياد الشطرنج الدورة الثامنة                                              | بوينس آيرس، الأرجنتين                              | ألمانيا النازية 36             | بولندا 35½                     | إستونيا 33½                         |
| 1950  | أولمبياد الشطرنج الدورة التاسعة                                              | دوبروفنيك، جمهورية يوغوسلافيا الاشتراكية الاتحادية | يوغوسلافيا 45½                 | الأرجنتين 43½                  | قالب:بيانات بلد المانيا الغربية 40½ |
| 1952  | أولمبياد الشطرنج ال10 ‏                                                       | هلسنكي، فنلندا                                     | الاتحاد السوفيتي 21            | الأرجنتين 19½                  | يوغوسلافيا 19                       |
| 1954  | أولمبياد الشطرنج ال11 ‏                                                       | أمستردام، هولندا                                   | الاتحاد السوفيتي 34            | الأرجنتين 27                   | يوغوسلافيا 26½                      |
| 1956  | أولمبياد الشطرنج ال12 ‏                                                       | موسكو، الاتحاد السوفيتي                            | الاتحاد السوفيتي 31            | يوغوسلافيا 26½                 | المجر 26½                           |
| 1958  | أولمبياد الشطرنج ال13                                                        | ميونخ، ألمانيا الغربية                             | الاتحاد السوفيتي 34½           | يوغوسلافيا 29                  | الأرجنتين 25½                       |
| 1960  | أولمبياد الشطرنج ال14                                                        | لايبزيغ، ألمانيا الشرقية                           | الاتحاد السوفيتي 34            | الولايات المتحدة الأمريكية 29  | يوغوسلافيا 27                       |
| 1962  | أولمبياد الشطرنج ال15                                                        | فارنا، بلغاريا                                     | الاتحاد السوفيتي 31½           | يوغوسلافيا 28                  | الأرجنتين 26                        |
| 1964  | أولمبياد الشطرنج ال16                                                        | تل أبيب، إسرائيل                                   | الاتحاد السوفيتي 36½           | يوغوسلافيا 32                  | West Germany 30½                    |
| 1966  | أولمبياد الشطرنج ال17                                                        | هافانا، كوبا                                       | الاتحاد السوفيتي 39½           | الولايات المتحدة الأمريكية 34½ | المجر 33½                           |
| 1968  | أولمبياد الشطرنج ال18                                                        | لوغانو، سويسرا                                     | الاتحاد السوفيتي 39½           | يوغوسلافيا 31                  | بلغاريا 30                          |
| 1970  | أولمبياد الشطرنج ال19                                                        | زيغن، ألمانيا الغربية                              | الاتحاد السوفيتي 27½           | المجر 26½                      | يوغوسلافيا 26                       |
| 1972  | أولمبياد الشطرنج ال20                                                        | إسكوبية، جمهورية يوغوسلافيا الاشتراكية الاتحادية   | الاتحاد السوفيتي 42            | المجر 40½                      | يوغوسلافيا 38                       |
| 1974  | أولمبياد الشطرنج ال21                                                        | نيس، فرنسا                                         | الاتحاد السوفيتي 46            | يوغوسلافيا 37½                 | الولايات المتحدة الأمريكية 36½      |
| 1976  | أولمبياد الشطرنج ال22 *                                                      | حيفا، إسرائيل                                      | الولايات المتحدة الأمريكية 37  | هولندا 36½                     | إنجلترا 35½                         |
| 1976  | أولمبياد ضد الشطرنج                                                          | طرابلس، ليبيا                                      | السلفادور 38½                  | تونس 36                        | باكستان 34½                         |
| 1978  | أولمبياد الشطرنج ال23                                                        | بوينس آيرس، الأرجنتين                              | المجر 37                       | الاتحاد السوفيتي 36            | الولايات المتحدة الأمريكية 35       |
| 1980  | أولمبياد الشطرنج ال24 ‏                                                       | فاليتا، مالطا                                      | الاتحاد السوفيتي 39            | المجر 39                       | يوغوسلافيا 35                       |
| 1982  | أولمبياد الشطرنج ال25 ‏                                                       | لوسرن، سويسرا                                      | الاتحاد السوفيتي 42½           | تشيكوسلوفاكيا 36               | الولايات المتحدة الأمريكية 35       |
| 1984  | أولمبياد الشطرنج ال26 ‏                                                       | سالونيك، اليونان                                   | الاتحاد السوفيتي 41            | إنجلترا 37                     | الولايات المتحدة الأمريكية 35       |
| 1986  | أولمبياد الشطرنج ال27 ‏                                                       | دبي، الإمارات العربية المتحدة                      | الاتحاد السوفيتي 40            | إنجلترا 39                     | الولايات المتحدة الأمريكية 38       |
| 1988  | أولمبياد الشطرنج ال28 ‏                                                       | سالونيك، اليونان                                   | الاتحاد السوفيتي 40½           | إنجلترا 34½                    | هولندا 34½                          |
| 1990  | أولمبياد الشطرنج ال29 ‏                                                       | نوفي ساد، جمهورية يوغوسلافيا الاشتراكية الاتحادية  | الاتحاد السوفيتي 39            | الولايات المتحدة الأمريكية 35½ | إنجلترا 35½                         |
| 1992  | أولمبياد الشطرنج ال30 ‏                                                       | مانيلا، الفلبين                                    | روسيا 39                       | أوزبكستان 35                   | الولايات المتحدة الأمريكية 34½      |
| 1994  | أولمبياد الشطرنج ال31 ‏                                                       | Russia موسكو، روسيا                                | روسيا 37½                      | البوسنة والهرسك 35             | روسيا 34½                           |
| 1996  | أولمبياد الشطرنج ال32                                                        | أرمينيا يريفان، أرمينيا                            | روسيا 38½                      | أوكرانيا 35                    | الولايات المتحدة الأمريكية 34       |
| 1998  | أولمبياد الشطرنج ال33                                                        | إيليستا، روسيا                                     | روسيا 35½                      | الولايات المتحدة الأمريكية 34½ | أوكرانيا 32½                        |
| 2000  | أولمبياد الشطرنج ال34                                                        | إسطنبول، تركيا                                     | روسيا 38                       | ألمانيا 37                     | أوكرانيا 35½                        |
| 2002  | أولمبياد الشطرنج ال35                                                        | مدينة بليد، سلوفينيا                               | روسيا 38½                      | المجر 37½                      | أرمينيا 35                          |
| 2004  | أولمبياد الشطرنج ال36                                                        | كالفيا، إسبانيا                                    | أوكرانيا 39½                   | روسيا 36½                      | أرمينيا 36½                         |
| 2006  | أولمبياد الشطرنج ال37                                                        | تورينو، إيطاليا                                    | أرمينيا 36                     | الصين 34                       | الولايات المتحدة الأمريكية 33       |
| 2008  | أولمبياد الشطرنج ال38                                                        | درسدن، ألمانيا                                     | أرمينيا 19                     | قالب:بيانات بلد أسرائيل 18     | الولايات المتحدة الأمريكية 17       |
| 2010  | أولمبياد الشطرنج ال39                                                        | خانتي-مانسييسك، روسيا                              | أوكرانيا 19                    | روسيا 18                       | اسرائيل 17                          |
| 2012  | أولمبياد الشطرنج ال40                                                        | إسطنبول، تركيا                                     | أرمينيا 19                     | روسيا 19                       | أوكرانيا 18                         |
| 2014  | أولمبياد الشطرنج ال41                                                        | ترومسو، النرويج                                    | الصين 19                       | المجر 17                       | الهند 17                            |
| 2016  | أولمبياد الشطرنج ال42                                                        | باكو، أذربيجان                                     | الولايات المتحدة الأمريكية 20  | أوكرانيا 20                    | روسيا 18                            |
| 2018  | أولمبياد الشطرنج ال43                                                        | باطوم، جورجيا                                      | الصين 18                       | الولايات المتحدة الأمريكية 18  | روسيا 18                            |
| 2022  | †                                                                            | موسكو، روسيا                                       |                                |                                |                                     |
| 2024  | أولمبياد الشطرنج ال45                                                        | بودابست، المجر                                     |                                |                                |                                     |

## الميداليات حسب البلد
يحتوي الجدول على المنتخبات الفائزة مرتبة حسب الميداليات التي حصلت عليها في أولمبيات الشطرنج الرسمية.  *   البلد المضيف (مضيف)
| المرتبة | فريق             | ذهبية | فضية | برونزية | المجموع |
| ------- | ---------------- | ----- | ---- | ------- | ------- |
| 1       | الاتحاد السوفيتي | 18    | 1    | 0       | 19      |
| 2       | الولايات المتحدة | 6     | 6    | 8       | 20      |
| 3       | روسيا            | 6     | 3    | 3       | 12      |
| 4       | المجر            | 3     | 7    | 2       | 12      |
| 5       | أرمينيا          | 3     | 0    | 3       | 6       |
| 6       | أوكرانيا         | 2     | 2    | 3       | 7       |
| 7       | الصين            | 2     | 1    | 0       | 3       |
| 8       | يوغوسلافيا       | 1     | 6    | 6       | 13      |
| 9       | بولندا           | 1     | 2    | 3       | 6       |
| 10      | ألمانيا          | 1     | 1    | 3       | 5       |
| 11      | إنجلترا          | 0     | 3    | 3       | 6       |
| 12      | الأرجنتين        | 0     | 3    | 2       | 5       |
| 13      | تشيكوسلوفاكيا    | 0     | 2    | 1       | 3       |
| 14      | هولندا           | 0     | 1    | 1       | 2       |
| 14      | السويد           | 0     | 1    | 1       | 2       |
| 14      | إسرائيل          | 0     | 1    | 1       | 2       |
| 17      | البوسنة والهرسك  | 0     | 1    | 0       | 1       |
| 17      | الدنمارك         | 0     | 1    | 0       | 1       |
| 17      | أوزبكستان        | 0     | 1    | 0       | 1       |
| 20      | الهند            | 0     | 0    | 1       | 1       |
| 20      | إستونيا          | 0     | 0    | 1       | 1       |
| 20      | بلغاريا          | 0     | 0    | 1       | 1       |
| المجموع | المجموع          | 43    | 43   | 43      | 129     |